# Calístenes
Calístenes de Olinto (c. 360 a.C. - c. 328 a.C.), foi um historiador grego da Antiguidade, sobrinho e discípulo de Aristóteles, em Assos.

## Carreira
Viajou com o seu tio até a corte da Macedónia em Pela, depois do pedido que Filipe II fez a Aristóteles para que fosse tutor do seu filho Alexandre.
Depois do assassinato de Filipe, Calístenes foi recomendado por Aristóteles para ser o historiador pessoal de Alexandre. Apesar de elogiar as façanhas de Alexandre, Calístenes foi também um dos seus críticos, a partir do momento em que Alexandre decidiu assumir o cerimonial persa, com práticas como a prosquínese dos seus súditos perante ele. Este costume oriental consistia na prostração de joelhos e em tocar com a testa no chão, quando na presença do rei, como prova de devoção ao soberano pela sua natureza divina. Esta prática foi mal recebida pelos macedónios e gregos do exército e burocracia, entre os quais se encontrava Caslístenes, que em certa ocasião ofendeu o rei ao não prostrar-se perante ele. Isto pressupôs a queda em desgraça do historiador perante Alexandre, que mais tarde o acusou de liderar uma conspiração e o mandou prender. Calístenes acabou por morrer na prisão, ou devido às torturas ou por inanição (ou crucificado). O seu amigo Teofrasto dedicou-lhe uma obra.
Além da crónica da expedição de Alexandre, Calístenes escreveu outras obras, como as Helénicas e a Lista dos vencedores dos Jogos Píticos, esta com o seu tio Aristóletes.
Uma grande quantidade de material lendário foi reunido em dez volumes denominados Romance de Alexandre, sendo a base de todas as lendas sobre a sua figura que circularam na Idade Média. A forma final deste texto pertence ao século III e o seu autor é geralmente conhecido por Pseudo-Calístenes, se bem que a tradução latina, feita por Julio Valério Polemio, em princípios do século IV, seja atribuída a um tal Esopo. Outros personagens a quem se atribui a sua autoria são Aristóteles, Antístenes, Onesícrito ou Flávio Arriano.
Posteriormente foram feitas versões em várias línguas, na Idade Média, sendo a tradução latina de Valério substituída pela de Leão, arcebispo de Nápoles, no século X, denominada Historia de Preliis.